# Diamante aggregato nanorod

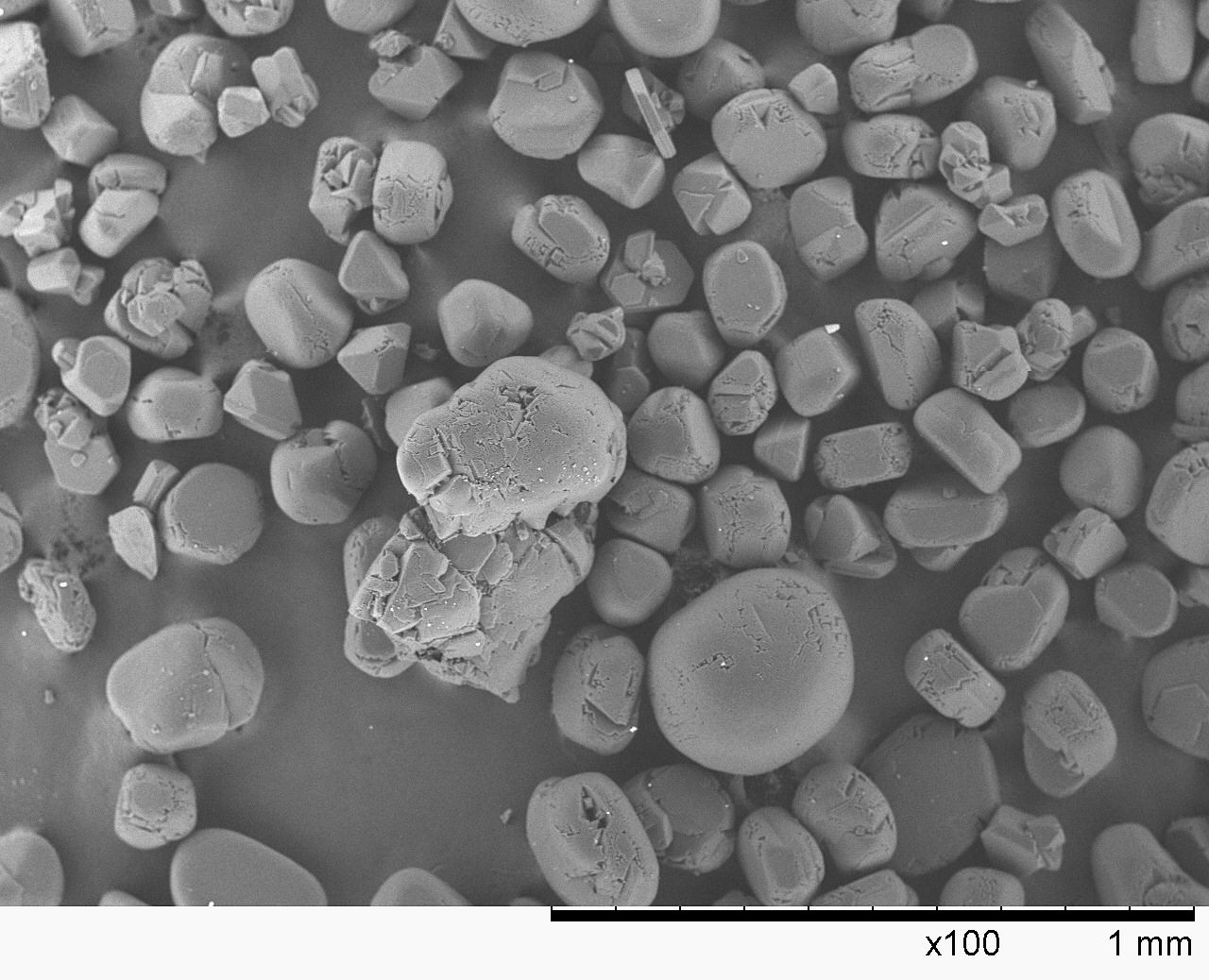
Immagine al microscopio di fullerite in polvere.

Il diamante aggregato nanorod o iperdiamante, in sigla ADNRs (acronimo di aggregated diamond nanorods, lett. "nano-barre di diamante aggregato"), è un materiale superduro, che si è dimostrato il materiale conosciuto più duro e meno comprimibile, avente modulo di comprimibilità (da non confondere con la resistenza a compressione) di 491 gigapascal (GPa), mentre un diamante tradizionale ha un modulo di circa 442 GPa. 
Ha una forma nanocristallina, ed è più denso dello 0,3% rispetto al diamante.
È anche chiamato fullerite ultradura (perché ottenuto comprimendo la fullerite).